# Jannie Raak
Jantina Gerritdina „Jannie“ Raak (* 5. Juli 1922 in Hollandscheveld; † 29. Juli 1957 in Assen) war eine niederländische Widerstandskämpferin im Zweiten Weltkrieg.

## Werdegang
Jannie Raak wurde als vierte Tochter des Landwirts Geert Raak (1884–1962) und von Aaltje Zwiggelaar (1886–1969) im Torfdorf Hollandscheveld in der Gemeinde Hoogeveen geboren. Zusammen mit ihren acht Geschwistern wuchs sie in einer niederländisch-reformierten Bauernfamilie auf.

### Tätigkeit im Widerstand
Während des Westfeldzuges der deutschen Wehrmacht 1940 kämpfte Jannie Raaks Bruder Hendrik „Henk“ Raak (1920–1944) im Mai 1940 bei der Schlacht am Grebbeberg. Er wurde verletzt und verlor ein Auge. Gemeinsam mit seiner Schwester wohnte er im elterlichen Haus und beteiligte sich wie sie am Widerstand. In den ersten Jahren der deutschen Besatzung arbeitete Jannie Raak als Angestellte im regionalen „Distributiekantoor“ in Hoogeveen. In dieser örtlichen behördlichen Zweigstelle wurde während der Besatzung der Niederlande die Rationierung von Lebensmitteln und anderen knappen Gütern über ein Gutscheinsystem organisiert. Viele Schiffer waren in Hoogeveen registriert, obwohl sie sich normalerweise nicht im Dorf aufhielten. Die übrig gebliebenen Lebensmittelkarten wurden von Jannie Raak und ihren Kollegen an Widerstandskämpfer wie Jos van Aalderen (Codename Java) und Albert Rozeman (Victor) weitergegeben. Auf diese Weise konnte die Erstversorgung von Untergetauchten erleichtert werden, die selbst keine Karten beziehen konnten.
Außerdem verteilte Jannie Raak die illegalen Widerstandszeitungen Vrij Nederland und „Je maintiendrai“. Ihr Bruder betrieb neben seiner Arbeit als Postangestellter in Hoogeveen in seiner Freizeit eine kleine Druckerei, in der er offiziell Visitenkarten und Familienbriefpapier anfertigte, zwischendurch jedoch die Untergrundzeitungen produzierte. Als sich herausstellte, dass ihre Nachbarn in Hollandscheveld Mitglieder der Nationaal-Socialistische Beweging (NSB) waren, tauchte Jannie Raak Ende 1941 unter und wurde auf die Fahndungsliste des Sicherheitsdienstes (SD) gesetzt. Ihren Platz übernahm 1942 Jan Naber (1923–1957) aus Hoogeveen, der ebenfalls im Widerstand aktiv war. Über ihn kam sie mit der Landelijke Organisatie voor Hulp aan Onderduikers (LO) (deutsch etwa „Nationale Organisation zur Hilfe für Untergetauchte“) in Kontakt, der sie sich anschloss und als Kurierin Lebensmittelkarten und Informationen weitergab. Im Juli 1943 musste sich auch Jan Naber beim Bauern und Widerstandskämpfer Johannes Post verstecken.
Am 17. Februar 1944 verübten Jannie Raaks Bruder Henk, Albert Rozeman und Jan Naber einen Raubüberfall auf das Hauptpostamt in der Hoofdstraat von Hoogeveen, bei dem 13.000 Lebensmittelkarten gestohlen wurden. Der Sicherheitsdienst (SD), der unter anderem Henk Raak und die Familie Rozeman verdächtigte, fand bei einer Hausdurchsuchung eine Notiz, aus der hervorging, dass die Rozemans einige der kürzlich gestohlenen Lebensmittelkarten von Jannie Raak erhalten hatten. Henk Raak wurde am 21. März im elterlichen Haus in Hollandscheveld festgenommen, konnte aber einen Brief aus dem Gefängnis schmuggeln, um seine Schwester und die anderen Widerstandskämpfer zu warnen. Am 6. Juni wurde er in Overveen zusammen mit Albert Jan Rozeman erschossen. Jannie Raak tauchte auf dem Bauernhof der Familie Van Apeldoorn in Heerde in der Veluwe unter. In die Scheune hielt der reformierte Pfarrer J.A. van Nie aus Hoogeveen gelegentlich geheime Gottesdienste. Bis zum Ende des Krieges war sie als Kurierin von verschiedenen Verstecken aus aktiv.

### Weiteres Leben
Jannie Raak und Jan Naber überlebten den Krieg, fanden Anfang 1947 ein Haus in Hoogeveen und heirateten im März. Ihre Tochter Roelien wurde 1949 geboren. Im Jahr 1953 zogen sie nach Soest, wo ihr zweites Kind Alice 1954 zur Welt kam. 1955 kehrten sie in die Provinz Drenthe zurück und ließen sich in Beilen nieder. Am 29. Juli 1957 war die Familie in einen tödlichen Autounfall in der Nähe des Drenther Dorfes Orvelte verwickelt. Beide Töchter überlebten den Unfall, Jan Naber starb sofort und Jannie Naber-Raak am selben Tag im Wilhelmina-Krankenhaus in Assen.

## Ehrungen und Gedenken
Am 9. Juni 1983 wurde Jannie Raak gemeinsam mit ihrem Mann von Yad Vashem in die Liste der Gerechten unter den Völkern aufgenommen.